# Ateuchus zoebischi
Ateuchus zoebischi là một loài bọ cánh cứng trong họ Bọ hung (Scarabaeidae).